# Fundente (química)

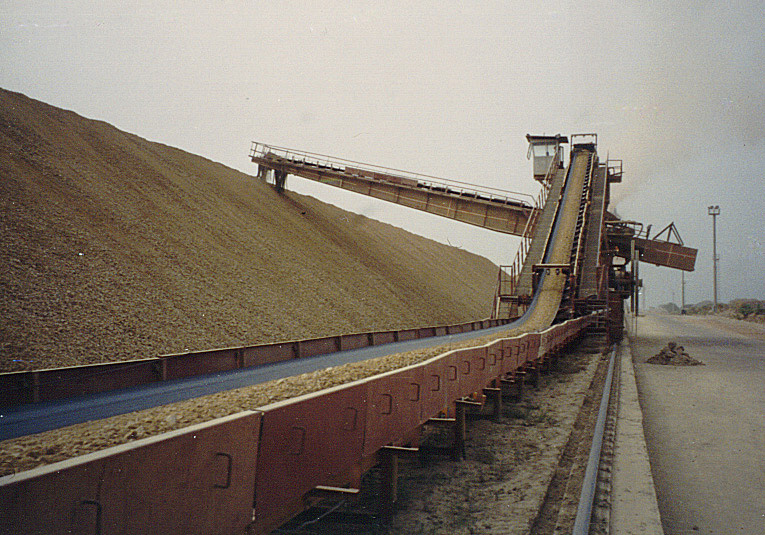
Acopio mecanizado de piedra caliza para su uso como fundente en una acería

Los fundentes (también conocidos hasta mediados del siglo XX como sales de fusión) son aditivos principalmente utilizados en la fusión de metales y aleaciones, donde intervienen como agentes de fusión especialmente en la obtención de metales a partir de sus compuestos inorgánicos, como óxidos o cloruros. Los formadores de la fase fundida en la sinterización de materiales cerámicos o para la producción de vidrio también se denominan fundentes.
De forma general, son productos que reducen el punto de fusión de uno o más elementos o compuestos químicos. La presencia y la naturaleza de un fundente tienen un impacto significativo en el producto final obtenido y en sus propiedades físicas y químicas.

## Modo de acción de los fundentes metalúrgicos

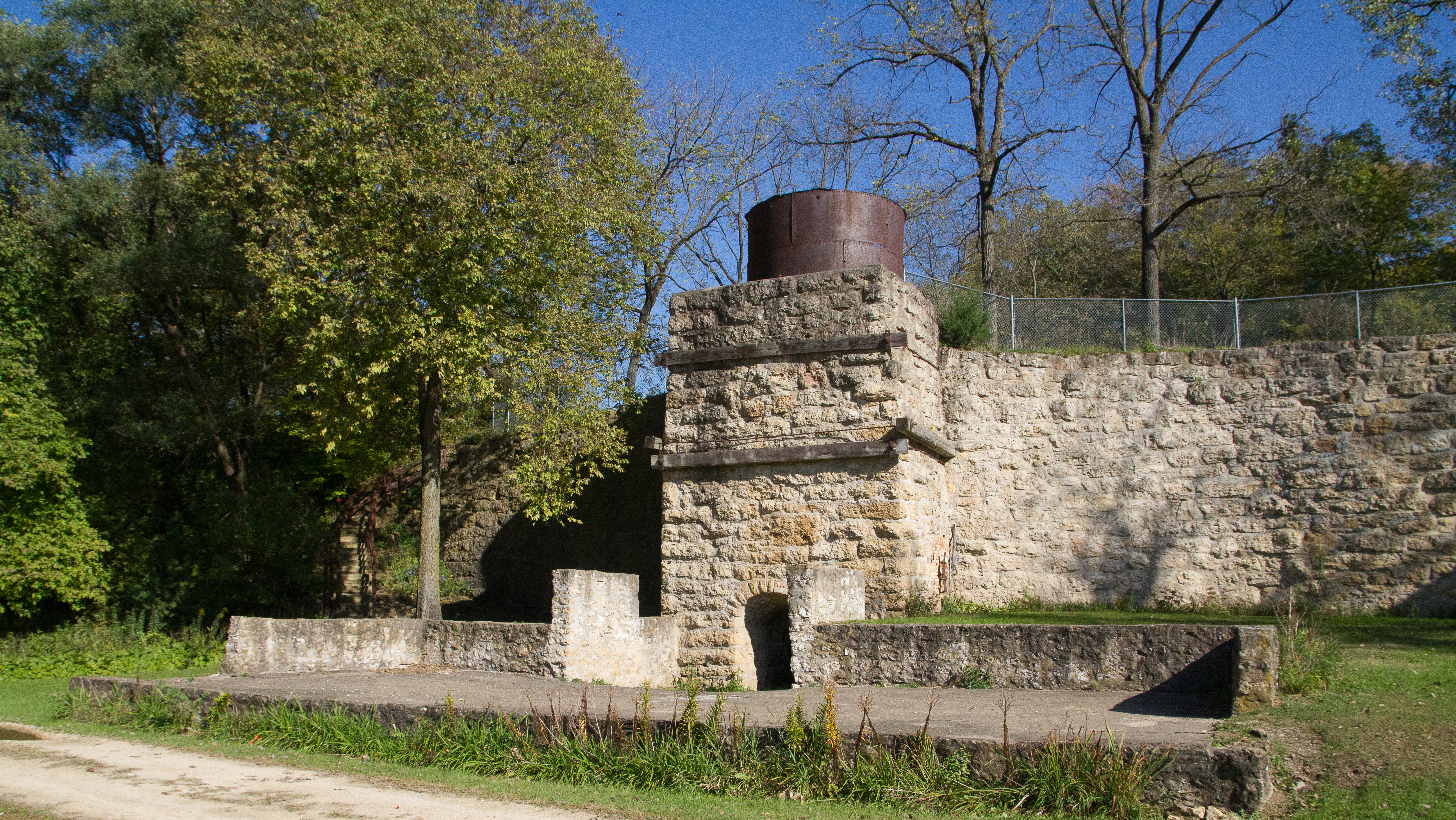
Horno de cal de Lime Kiln Inglaterra, cuyo producto era empleado en las acerías por su pureza

Básicamente, un fundente debe volverse líquido por debajo del punto de fusión del material de carga principal colocado en el horno, porque solo así puede promover la transición de este material del estado sólido al fundido.
El bajo punto de fusión del fundente y su composición orientada a la tarea, generalmente como una mezcla de sales inorgánicas, hacen que los óxidos se desprendan del material a fundir y se conviertan en escoria. Al mismo tiempo, el flujo de escoria protege al material de una nueva oxidación porque se evita la entrada del oxígeno del aire.

## Propósitos del tratamiento con fundentes
Son más diversos de lo que sugeriría la terminología utilizada en el pasado. Lo único que se mantiene para cada tipo de tratamiento es que tiene que eliminar determinadas propiedades indeseables de la masa fundida y darle otras deseables. Esto también incluye la adición y eliminación de elementos, ya sea oxidando y escorificando los óxidos formados, ya sea agregando en forma de aleaciones maestras o mezclas salinas adecuadas.
Los agentes de tratamiento de fusión desempeñan un papel importante en la metalurgia de los metales ferrosos y no ferrosos. En el caso de estos últimos, esto se aplica en particular a las aleaciones de aluminio y magnesio, así como a todas las aleaciones a base de cobre y todas las demás aleaciones comunes de metales no ferrosos, ya sea a base de zinc, estaño o plomo.

## Áreas de aplicación
Por lo tanto, en el campo de la metalurgia, los fundentes quelantes de óxido se utilizan en una amplia variedad de procesos, incluidos los de soldadura (véase también fundente). Para la industria de fundición de metales y aleaciones, el fundente se refiere a la provisión de metal líquido para ser fundido y, por lo tanto, se le asigna el término colectivo de fundentes.

## Fundentes en procesos metalúrgicos
Una tarea importante para los minerales o mezclas de minerales denominados simplemente fundentes se puede encontrar en la metalurgia, en su papel de agentes desencadenantes de la fusión. En la práctica, en trabajos metalúrgicos y fundiciones, es necesario licuar rápidamente metales y aleaciones de carga gruesa a fina y de esta manera limitar las pérdidas por oxidación. Esta tarea también incluye, bajo la premisa de la sostenibilidad de las materias primas, tanto las chatarras de todo tipo como los residuos de procesos de fundición y fábricas de productos semiacabados, que suelen estar contaminados, devueltos al uso sin restricciones en un proceso de reciclaje.

### Fundentes en la producción de hierro y acero
Si el mineral de hierro es rico en alúmina y óxido de silicio(IV), el fundente debe ser cal (que contiene óxido de calcio) o magnesia (que contiene óxido de magnesio); siendo el caso del 90% de todas las fundiciones de hierro. La caliza pura consta de un 56% de óxido de calcio y de un 44% ácido carbónico. Para añadir 100 partes de cal a la carga se requieren 178,6 partes de piedra caliza. Por supuesto, la cal también se puede agregar directamente al horno, pero esto ya no se suele hacer porque la cal tiende a descomponerse rápidamente y, cuando se descompone, empeora las propiedades de la colada. Las calizas que contienen fósiles a veces contienen mucho fósforo, lo que a menudo es indeseable, ya que el fósforo es una impureza dañina en la mayoría de los aceros; por lo tanto, el análisis preliminar de las calizas es esencial. Las calizas cristalinas parecidas al mármol son las mejores; la creta rara vez se usa. La dolomita, que contiene un promedio del 60% de carbonato de calcio y un 40% de carbonato de magnesio, también encuentra su uso en la fundición: produce más escorias fusibles que la piedra caliza pura. En los altos hornos, el objetivo principal del fundente es liberar al mineral de hierro del óxido de silicio(IV). Naturalmente, cuanta menos piedra caliza contenga sílice, mejor. El cuarzo y otros minerales que contienen sílice (areniscas, hornblenda, granates, feldespatos o basaltos) se utilizan en minerales muy ricos en compuestos alcalinos. Los silicatos son más ligeros que el cuarzo puro y se unen al fundente. La fluorita tiene un efecto extremadamente diluyente sobre las escorias. El punto de fusión de la escoria también se reduce considerablemente. Pero su alto coste y la corrosión que produce en las paredes del horno interfieren con su uso ordinario. En los altos hornos se introduce espato de flúor en caso de mal funcionamiento del horno; y en ocasiones se añade en algún lugar particular del horno para eliminar la formación de acúmulos sólidos. En el proceso de pudelación no era infrecuente el uso de espato de flúor para rebajar el punto de fusión de la escoria y permitir obtener una colada lo suficientemente fluida como para garantizar un buen contacto de la escoria con la fundición. Las pizarras se utilizan como fundente en minerales de hierro altamente calcáreos. 
Aplicación en la industria siderúrgica
La adición de fundentes en los altos hornos y en los procesos de afinado es necesaria para rebajar el punto de fusión de la roca residual de mineral de hierro sinterizada y de las cenizas del coque, así como para convertirlos en una escoria líquida de menor punto de fusión, que se pueda extraer fácilmente del horno. La composición química del flujo se determina según la composición de la ganga y de la ceniza del combustible. Si hay mucho óxido de silicio(IV) (un componente ácido) en la escoria y en la ceniza, y la ceniza está contaminada con azufre, entonces se agregan al horno o a la carga de sinterización fundentes básicos, es decir, sustancias que contengan cal. El óxido de calcio, que es de naturaleza alcalina, neutraliza la sílice y se combina con el azufre. Si el mineral contiene óxidos de calcio y magnesio, es necesario recurrir a la adición de fundentes ácidos que contengan sílice. En el primer caso, se utiliza piedra caliza, en el segundo caso, cuarcitas. El proceso de cambiar la composición del material para obtener una determinada fusibilidad de la mezcla se denomina determinación del fundente.
El fundente más común para la producción de altos hornos y hornos de afinado es la piedra caliza. La parte principal de la caliza es calcita (CaCO3). Cuando se calienta, la piedra caliza se descompone con la formación de cal y dióxido de carbono: CaCO3 = CaO + CO2. La cal resultante es el componente formador de escoria. La piedra caliza dolomitizada, que es una mezcla isomórfica de calcita (CaCO3) y dolomita (CaCO3•MgCO3), es ampliamente utilizada para aumentar el contenido de MgO en la escoria hasta un 6-8%, lo que aumenta su fluidez y la estabilidad de sus propiedades físico-químicas con los cambios de temperatura y composición.
La piedra caliza para la fundición en alto horno debe ser granular (tamaño 25-60 mm), fuerte, no formar finos y, lo más importante, no contener azufre, fósforo ni sílice. Estas impurezas son dañinas, ya que la sílice reduce la capacidad fundente de la piedra caliza, y el azufre y el fósforo pasan parcialmente al hierro fundido, deteriorando su calidad. Para la fundición exitosa de algunas clases de minerales de hierro, se introducen en los altos hornos minerales que contienen alúmina, que se clasifican como fundentes neutros. La mayor cantidad de alúmina se obtiene a partir del mineral bauxita.

### Fundentes en la producción de aluminio
Las tareas de los fundentes también incluyen permitir la extracción de metales a partir de compuestos minerales. El ejemplo más conocido es la producción de aluminio a partir de alúmina, en la que se usa criolita derretida sirve como electrolito y, por lo tanto, como fundente absorbente de óxidos.

### Uso en aleaciones a base de aluminio
La situación es más compleja con el aluminio y especialmente con sus aleaciones más comunes basadas en aluminio-magnesio o aluminio-silicio. Con todas las aleaciones, el hidrógeno disuelto particularmente indeseable debe eliminarse mediante un tratamiento de lavado químico o mecánico. Dado que la solubilidad del hidrógeno en una masa fundida de aluminio es significativamente mayor que en el estado solidificado, el resultado es la porosidad de las piezas fundidas. Además, todas las partículas de óxido en suspensión, a veces muy finas, del tipo gamma y alfa (este último más conocido como corindón duro) y espinela de óxidos de aluminio y magnesio que flotan en la masa fundida fácilmente oxidable deben eliminarse, ya que dan lugar a inclusiones en las fundiciones que reducen su resistencia.
Además, se utilizan aditivos como sodio o estroncio para el afinado (que influyen en la estructura) de las aleaciones de aluminio y silicio, que se utilizan con especial frecuencia en la construcción de automóviles, generando una estructura significativamente más fuerte. Además, un tratamiento de endurecimiento del borde de grano (modificación estructural) puede mejorar la resistencia y durabilidad de las piezas fundidas. Este suele ser el caso de las aleaciones de aluminio y magnesio. Las adiciones de titanio y boro, así como de circonio son comunes. Se agregan como las llamadas aleaciones maestras o aditivos en polvo o en tabletas a partir de sales que liberan el elemento deseado en la masa fundida.

### Uso en aleaciones a base de cobre
Los procesos de fusión de aleaciones a base de cobre son propensos a la absorción de oxígeno e hidrógeno, lo que conduce a un mezclado defectuoso y a la formación de ampollas con inclusiones de óxido. Con una gestión adecuada del horno, los agentes de tratamiento de fusión permiten una calidad perfecta del metal al eliminar primero el hidrógeno mediante oxidación y luego reducir el oxígeno restante a un nivel tolerable a través de reducción o incluso una ligera sobrecompensación mediante la desoxidación del fósforo. De esta manera, se pueden producir piezas fundidas impecables sin fallos de moldeo.

### Otros metales
El hierro se agrega durante la fundición de minerales de plomo, antimonio y mercurio, principalmente para la descomposición del mineral, como por ejemplo según la reacción:
PbS + Fe = Pb + FeS
Los minerales de arsénico y antimonio sirven como fundentes para la obtención de cobalto y níquel. El plomo a su vez se utiliza como fundente en la obtención de oro y plata cuando se extraen a partir de mineral de cobre. Los óxidos metálicos se agregan con varios propósitos: en la pudelación del hierro; en el afinado del cobre; para la separación de metales; o para la formación de escorias líquidas alcalinas en la fusión de cobre. Por último, las propias escorias también sirven como fundentes; y su efecto depende de su composición química.

## Fabricación de vidrio y cerámica
Entre los fundentes utilizados se encuentran la potasa (para la fabricación de vidrio y cerámica), o incluso el feldespato.
Un vidrio de silicato consiste principalmente en sílice vitrificada, pero lo que hace la diferencia entre el vidrio Pyrex (borosilicato), el vidrio de Murano (sosa-cálcica) y el vidrio de plomo son los fundentes utilizados y sus proporciones. Para el vidrio Pyrex, es fundamental la presencia de trióxido de boro, aunque el fundente es principalmente el óxido de sodio.

## En los procesos tectónicos
La subducción de la corteza oceánica bajo la litosfera continental suele generar un efecto de calentamiento que produce eclogitas ricas en agua salada, que liberan a unos 80 km de profundidad, provocando que las peridotitas del manto alcancen el estado de fusión después de haber sido arrastradas a la astenosfera, lo que induce magmatismo de subducción. En este caso, el agua ocluida se comporta como un fundente, puesto que permite que entren en fusión las peridotitas, que sin la presencia del agua no habrían podido alcanzar el estado de fusión.